# パワースマッシュ
『パワースマッシュ』（Power Smash）は、セガのコンピュータゲーム用のリアル系テニスゲーム。日本国外版のタイトルは「Virtua Tennis」。アーケードゲームとして2000年に発売され、ドリームキャスト、Windows、PlayStation 2、PlayStation Portable、Xbox 360、PlayStation 3、PlayStation Vitaの他、電子通信機器メーカーNokiaの携帯電話端末ゲーム機N-Gageなど、数多くのハードで登場された。2014年10月時点でのシリーズ累計全世界販売本数は400万本以上を誇る。
スペインのテニス選手ラファエル・ナダルがそのリアルさを絶賛するコメントを出したこともある。
略称は「パワスマ」。

## 概要
パワースマッシュは初のリアル系のポリゴンのテニスゲームである。実在の選手8人をモデルにしたリアルな動きとシンプルな操作性で人気を得た。アーケードでは対戦格闘ゲームのように乱入対戦も可能で向かい合った台に座ったプレイヤー同士が対戦を繰り広げた。Dreamcast版は、アーケード版が二人対戦のみだったことに対し、協力プレイでCPUと対戦するダブルスや2on2の4人同時プレイモードが追加された。

### 登場選手
- ジム・クーリエ
- トーマス・ヨハンソン
- セドリック・ピオリーン
- エフゲニー・カフェルニコフ
- トミー・ハース
- ティム・ヘンマン
- カルロス・モヤ
- マーク・フィリプーシス

## パワースマッシュ2
グラフィックの向上が図られた上、今作から女子選手が追加され、選手は合計16名になった。
アーケード版は、前作では対戦のみだった二人プレイに協力プレイのダブルスが標準モードに追加された。しかしながら対COM戦のみで、プレイヤー4人でのダブルス対戦は実装されなかった。
2001年にアーケードで発売された後に同年11月15日にドリームキャストに移植。翌2002年にはPlayStation 2にも移植された。
前作で好評だったシンプルな操作性も健在で、状況に応じて巧みなショットを自在に繰り出すことも可能。今回はトップスピンとロブの他に、スライスもショットのバリエーションに追加されている。
家庭用ではオリジナルの選手を作成し、ミニゲームを通じて世界ランキング300位から1位を目指して育成する「ワールドツアーモード」が搭載され、単なるアーケードライクなプレイだけでなくトレーニングやアイテムによる育成要素が追加された。
なお、PlayStation 2版ではエレナ・ドキッチ選手の代わりに杉山愛選手が追加されている。

### 登場選手 (2)
隠しキャラクターを除いて登場する選手は、世界ランキングの上位に位置する実名のプレイヤー16名。各選手の能力や試合の合間に見せる表情やしぐさも細かく設定されている。
男子
- パトリック・ラフター(Serve & Volley)
- ティム・ヘンマン(Serve & Volley)
- セドリック・ピオリーン(All around)
- エフゲニー・カフェルニコフ(All around)
- トミー・ハース(Strong forehand)
- トーマス・エンクビスト(Strong backhand)
- マグヌス・ノーマン(Fast runner)
- カルロス・モヤ(Powerful stroke)

女子
- ビーナス・ウィリアムズ
- セリーナ・ウィリアムズ
- リンゼイ・ダベンポート
- モニカ・セレシュ
- マリー・ピエルス
- アランチャ・サンチェス・ビカリオ
- エレナ・ドキッチ
  - 杉山　愛
- アレクサンドラ・スティーブンソン

### 隠しキャラクター
ゲーム内において条件を満たすと最終ステージをクリアした後に登場する。アーケード版では使用不可能、コンシューマ版では条件を満たすと使用可能となる。
- KING
- QUEEN

## パワースマッシュ ニュージェネレーション
『パワースマッシュ ニュージェネレーション』 （Power Smash NEW GENERATION） は『パワースマッシュ2』をベースにした携帯ゲーム機初のパワスマ。ワールドツアーなどパワスマ2の要素は健在。
選手数は前作パワスマ2と同じ14人だが、前作から4年が経過したこともあり、選手の殆どが入れ替えられている。シャラポワ、フェデラーなど新たに11人の選手が登場し、「NEW GENERATION（新世代）」の名前が冠せられている。家庭用ゲーム機のテニスゲームではコートチェンジごとにプレイヤーの位置が手前、奥と変化したが、本作では携帯ゲーム機ということで常にプレイヤーが手前側に位置する。（設定により、サービス側を手前にする事も可能）無線LAN機能を使い4人までの対戦も可能。ミニゲームも追加されている。

### 登場選手（ニュージェネレーション）
男子
- ロジャー・フェデラー
- レイトン・ヒューイット
- ティム・ヘンマン
- フアン・カルロス・フェレーロ
- トミー・ハース
- セバスチャン・グロージャン
- ダビド・ナルバンディアン
- アンディ・ロディック

女子
- マリア・シャラポワ
- リンゼイ・ダベンポート
- ビーナス・ウィリアムズ
- ダニエラ・ハンチュコバ
- アメリ・モレスモ
- ニコル・バイディソバ

## パワースマッシュ3
アーケード版はLINDBERGHという高性能基板を採用し、前作に比べグラフィックや動作が大幅に緻密になった。また、専用のICカードに対応しており、キャラクターネームと戦績が記録され、服装やラケット、プレイスタイルの変更が可能。CPUの対戦成績や他のプレイヤーとの成績に応じ世界ランキングが表示される。また、今作から課題をクリアして賞金を稼ぐチャレンジモードが追加された。アーケード版リリースと同時にLINDBERGHユニバーサルキャビネット（通称リンドバーグキャビネット）に搭載されたモデルが登場。当時まだほとんどのゲーム機がブラウン管モニタであったが、この筐体リリースをきっかけに液晶搭載の汎用筐体が各メーカーから本格的に販売されるようになった
前述のプレイスタイルを変更することで、お気に入りの選手を自分の好みに能力変更することができるが、選手が元々もっている能力もわずかに引き継がれる。また、プレイスタイルの中には過去作の選手を彷彿とさせるものもあり、頭文字でその片鱗を表していた。また、操作ボタンは2つのままであるが、追加操作によりボールの打ち分けもより多彩になった。
2007年3月にはPlayStation 3にも移植された。実写と見紛うばかりのリアルなグラフィックは健在。ラファエル・ナダルは「これ以上リアルなテニスゲームは見たことない」と絶賛した。オリジナル選手を作成し、育成しながら世界ランク1位を目指す「ワールドツアー」モードはもちろん、7種類のカジュアルなミニゲームでワイワイ楽しめる「パーティーモード」も用意されている。PS3専用コントローラーSIXAXISの傾きセンサーにも対応しており、ボタンを使わずに操作することも可能。
日本国外ではXbox 360、PlayStation Portable、Windows版も出ている。

### 登場選手 (3)
登場選手はアーケード版で12人であったが、コンシューマ版では女性選手中心に追加され男性13人、女性7人となった。なお、プレイスタイルはアーケード版にてICカード使用した時のみ変更が可能。
- ロジャー・フェデラー - All Around
- アンディ・ロディック - Big Server
- ラファエル・ナダル - Fast Runner
- ダビド・ナルバンディアン - Strong Backhand
- ティム・ヘンマン - Serve and Volley
- トミー・ハース - All Around
- ジェームズ・ブレーク - Poweful Strokes
- レイトン・ヒューイット - Counter Shots
- マリオ・アンチッチ - Big Server
- テーラー・デント - Serve and Volley
- フアン・カルロス・フェレーロ - Strong Forehand
- セバスチャン・グロージャン - Fast Runner

以下の選手はコンシューマ版での追加選手
- ガエル・モンフィス - Various Shots[5]
- マリア・シャラポワ - Hard Hitter
- リンゼイ・ダベンポート - Big Server
- ビーナス・ウィリアムズ - Poweful Strokes
- マルチナ・ヒンギス - Tactical Player
- アメリ・モレスモ - Various Shots
- ダニエラ・ハンチュコバ - All Around
- ニコル・バイディソバ - Strong Forehand

### 隠しキャラクター (3)
ゲーム内において条件を満たすと隠しキャラが登場する。能力は非常に高く通常キャラとは比較にならない程である。アーケード版では使用不可能、コンシューマ版では条件を満たすと使用可能となる。
- KING - All Around
- DUKE - Serve and Volley[6]

## パワースマッシュ ライブマッチ!
『パワースマッシュ ライブマッチ』はPlayStation 3用のパワースマッシュシリーズ第2弾。2010年3月25日発売。前作『パワースマッシュ3』から3年ぶりの発売となる本作は収録選手のデータが更新されただけでなく、オンライン対戦にも対応している。
ミニゲームは種類が増え、全部で12種類に。こちらもオンラインに対応しており、最大4人同時プレイが可能。
1人プレイ用のワールドツアーも健在。本作ではアイテムが800種類以上に増加し、カスタマイズの幅が増えた。また、オンラインワールドツアーモードが追加。自分が育てている選手を他のプレイヤーが育てた選手と対戦させることも可能に。オンラインランキングにも対応している。
日本国外でのタイトルは「Virtua Tennis 2009」。Xbox 360やWii、Windows版がある。

### 登場選手（ライブマッチ!）
男子
- ロジャー・フェデラー
- ラファエル・ナダル
- ノバク・ジョコビッチ
- アンディ・マレー
- アンディ・ロディック
- ダビド・ナルバンディアン
- ジェームズ・ブレーク
- ダビド・フェレール
- マリオ・アンチッチ
- トミー・ハース
- フアン・カルロス・フェレーロ

女子
- ビーナス・ウィリアムズ
- アナ・イバノビッチ
- スベトラーナ・クズネツォワ
- アメリ・モレスモ
- マリア・シャラポワ
- アンナ・チャクベタゼ
- ダニエラ・ハンチュコバ
- ニコル・バイディソバ
- リンゼイ・ダベンポート

レジェンド
- ボリス・ベッカー
- ステファン・エドバーグ
- ティム・ヘンマン

## パワースマッシュ4
『パワースマッシュ4』は2011年6月30日発売のパワースマッシュシリーズ10周年記念作品。対応プラットフォームはPlayStation 3、Xbox 360。PS3専用モーションコントローラーの「PlayStation Move」とXbox 360専用モーションコントローラー「Kinect」に対応しており、それぞれのモーションコントローラー専用のモードも搭載されている。また、PS3では3D表示にも対応するなど画期的な新要素を搭載している。
PlayStation Vita版も発表され、2011年12月17日に本体と同時発売。タッチ操作・ジャイロセンサー・カメラなどを利用したプレイが可能。またPS3版では2010年のデータであったが、PS Vitaは2011年データと最新データを使用している。
日本以外の地域においては、従来のナンバリング作品と同様にアーケード版が存在する。使用基板はRINGEDGEが使用され、通常の筐体の他に、プレイヤーがそれぞれのコントロールパネルでプレイできるデラックス筐体が存在する。

### 登場選手 (4)
ラファエレ・ナダルやロジャー・フェデラー、アンディ・マレーはもちろん、歴史を代表するレジェンド選手、シリーズ初登場となるフアン・マルティン・デル・ポトロ、フェルナンド・ゴンサレス、ローラ・ロブソン他、プレイヤー7名も新たに参戦。
男子
- ロジャー・フェデラー‐All Round
- ラファエル・ナダル‐Solid Defence
- ノバク・ジョコビッチ‐Ground Strokes
- アンディ・マレー-Strong Backhand
- フアン・マルティン・デル・ポトロ-Hard Hitter
- アンディ・ロディック-Big Serve
- ガエル・モンフィス-Counter
- フェルナンド・ゴンサレス-Strong Forehand
- トミー・ハース-Tacical
- アンドレアス・セッピ-Varied Shots
- フィリップ・コールシュライバー-Ground Strokes

女子
- マリア・シャラポワ-Hard Hitter
- ヴィーナス・ウィリアムス-Big Serve
- スベトラーナ・クズネツォワ-Groung Strokes
- アナ・イバノビッチ-Strong Forehand
- アンナ・チャクベタゼ-Strong Backhand
- キャロライン・ウォズニアッキ-All Round
- ローラ・ロブソン-Tacical

レジェンド
- ジム・クーリエ-Hard Hitter
- ボリス・ベッカー-All Round
- パトリック・ラフター-Aggressiv Volley
- ステファン・エドバーグ-Serve&Volley

以下は、「パワースマッシュ」シリーズ10周年を記念して生み出されたオリジナルキャラクター
- セロン・テニエル-Atomic Forehand
- ビッキー・バーニー-Fantasic Backhand

スペシャルキャラクター
アーケードモードのシングルス戦で登場してきたキングやデュークを倒すことで、プレイヤー選択画面のキングとデュークがアンロックされる。 
- キング-Strong Backhand
- デューク-Varied Shots